# X2 (protocollo)
X2 è un protocollo di comunicazione proprietario sviluppato da U.S. Robotics che fornisce un canale di trasmissione di tipo asimmetrico che permette la comunicazione fra utente ed ISP alla velocità di 33,6 kbit/s e un canale di ricezione da ISP a utente a 56 kb/s. Fu soppiantato dallo standard V.90 promosso dalla ITU che concilia il protocollo X2 con il concorrente K56flex creato da Lucent e Rockwell International.